# CoffeeScript
CoffeeScript — язык программирования, транслируемый в JavaScript. CoffeeScript добавляет синтаксический сахар в духе Ruby, Python, Haskell и Erlang для того, чтобы улучшить читаемость кода и уменьшить его размер.
CoffeeScript позволяет писать более компактный код по сравнению с JavaScript.
JavaScript-код, получаемый трансляцией из CoffeeScript, полностью проходит проверку JavaScript Lint.

## История
Создателем языка является Джереми Ашкенас.
Изначально компилятор был написан на Ruby, но в версии 0.5, которая вышла 21 февраля 2010 года, компилятор был реализован на самом же CoffeeScript.
CoffeeScript был радушно воспринят в Ruby-сообществе. Встроенная поддержка CoffeeScript была добавлена в веб-фреймворк Ruby on Rails с версии 3.1.

## Преимущества использования
Использование пробелов как разграничительных знаков(вместо скобок, точек с запятой и прочих), делает CoffeeScript кратким. По сравнению с JavaScript, строка для того же конкретного кода в CoffeeScript сокращается примерно до половины (примерно на 55 % меньше). Так же CoffeeScript позволяет избежать проблем с объявлением области действия в программе, поскольку в отличие от JavaScript использование ключевого слова var перед объявлением переменной не требуется. Помимо этого, в CoffeeScript есть ряд удобных функций, таких как осмысление массивов, псевдонимы прототипов и классы, которые ещё больше сокращают количество вводимых символов.

## Недостатки использования
Дополнительный этап компиляции между написанным кодом и кодом на JavaScript увеличивает общее время компиляции программы. CoffeeScript не является широко используемым, из-за чего сложнее искать источники информации по нему и кооперировать с другими разработчиками

## Синтаксис

### Особенности
1. отсутствие точек с запятой (при этом, в самом JavaScript использование точек с запятой не обязательно, хоть и рекомендуется)
2. фигурные скобки {} заменены табуляцией

### Комментарии
В CoffeeScript синтаксис для комментариев заимствован из Ruby, где каждый однострочный комментарий начинается со знака решетки #, а многострочные комментарии заключены между тремя символами решетки:
CoffeeScript:
```
# однострочный комментарий

###

    многострочный

    комментарий

###

```

JavaScript:
```
// однострочный комментарий

/*

  многострочный

  комментарий

*/

```

### Пробелы
Подобно языку Python, CoffeeScript использует табуляции для обозначения блоков кода.

### Переменные
Неподдерживаемость CoffeeScript глобальных переменных предотвращает ошибки доступа, которые могли возникнуть в JavaScript при случайном объявлении глобальной переменной.
CoffeeScript:
```
myVariable
 
=
 
"test"

```

JavaScript:
```
let
 
myVariable
 
=
 
"test"
;

```

### Функции
CoffeeScript удаляет довольно многословный оператор функции и заменяет его тонкой стрелкой: ->. Функции могут быть однострочными или отступать на несколько строк. Последнее выражение в функции неявно возвращается.
CoffeeScript:
```
func
 
=
 
->
 
"bar"

func
 
=
 
->

  
# An extra line

  
"bar"

```

JavaScript:
```
function
 
func
()
 
{

  
return
 
"bar"
;

}

// другой вариант (с использованием стрелочной функции)

let
 
func
 
=
 
()
 
=>
 
"bar"
;

```

### Аргументы функций
Аргументы функции записываются в круглые скобки перед стрелкой. Есть поддержка аргументов по умолчанию.
CoffeeScript:
```
times
 
=
 
(a = 1, b) ->
 
a
 
*
 
b

```

JavaScript:
```
function
 
times
(
a
 
=
 
1
,
 
b
)
 
{

  
return
 
a
 
*
 
b
;

}

// другой вариант

let
 
times
 
=
 
(
a
 
=
 
1
,
 
b
)
 
=>
 
a
 
*
 
b
;

```

Также можно использовать слайсы[прояснить] для приема нескольких аргументов.
CoffeeScript:
```
a
 
=
 
"Howdy!"

alert
 
a

# Equivalent to:

alert
(
a
)

alert
 
inspect
 
a

# Equivalent to:

alert
(
inspect
(
a
))

```

JavaScript:
```
let
 
a
 
=
 
"Howdy!"
;

alert
(
a
);

alert
(
inspect
(
a
));

```

### Вызов функций
Функции можно вызывать точно так же, как и в JavaScript: с помощью скобок (), .apply() и .call(). Однако, как и в Ruby, CoffeeScript автоматически вызывает функции, если они вызываются хотя бы с одним аргументом.

### Объектные литералы и объявление массивов
Объектные литералы задаются точно так же, как и в JavaScript, с помощью пары скобок и операторов ключ/значение. Однако, как и в случае с вызовом функций, в CoffeeScript скобки необязательны. Вместо запятых можно использовать отступы и новые строки.
CoffeeScript:
```
object1
 
=
 
{
one
:
 
1
,
 
two
:
 
2
}

# Without braces

object2
 
=
 
one
:
 
1
,
 
two
:
 
2

# Using new lines instead of commas

object3
 
=
 

  
one
:
 
1

  
two
:
 
2

User
.
create
(
name
:
 
"John Smith"
)

```

JavaScript:
```
let
 
object1
 
=
 
{

  
one
:
 
1
,

  
two
:
 
2

}

let
 
object2
 
=
 
{

  
one
:
 
1
,

  
two
:
 
2

}

let
 
object3
 
=
 
{

  
one
:
 
1
,

  
two
:
 
2

}

User
.
create
({

  
name
:
 
"John Smith"

});

```

Аналогично, в массивах вместо запятых могут использоваться пробельные символы, хотя квадратные скобки ([]) по-прежнему обязательны.
CoffeeScript:
```
array1
 
=
 
[
1
,
 
2
,
 
3
]

array2
 
=
 
[

  
1

  
2

  
3

]

array3
 
=
 
[
1
,
2
,
3
,]

```

JavaScript:
```
let
 
array1
 
=
 
[
1
,
 
2
,
 
3
];

let
 
array2
 
=
 
[

  
1
,

  
2
,

  
3

];

let
 
array3
 
=
 
[
1
,
 
2
,
 
3
,];

```

### Условные операторы
Если оператор if расположен в одной строке, необходимо использовать ключевое слово then, чтобы CoffeeScript знал, когда начинается блок. Условные операторы (?:) не поддерживаются, вместо них следует использовать однострочный оператор if/else.
CoffeeScript:
```
if
 
true
 
==
 
true

  
alert
 
"We're ok"

if
 
true
 
!=
 
true
 
then
 
alert
 
"Panic"

# Equivalent to:

#  (1 > 0) ? alert "Ok" : alert "Y2K!"

if
 
1
 
>
 
0
 
then
 
alert
 
"Ok"
 
else
 
alert
 
"Y2K!"

```

JavaScript:
```
if
 
(
true
 
===
 
true
)
 
{

  
alert
(
"We're ok"
);

}

if
 
(
true
 
!==
 
true
)
 
{

  
alert
(
"Panic"
);

}

if
 
(
1
 
>
 
0
)
 
{

  
alert
(
"Ok"
);

}
 
else
 
{

  
alert
(
"Y2K!"
);

}

```

В CoffeeScript также используется идиома Ruby, позволяющая использовать суффиксные операторы if.
CoffeeScript:
```
alert
 
"It's cold!"
 
if
 
heat
 
<
 
5

```

JavaScript:
```
if
 
(
heat
 
<
 
5
)
 
{

  
alert
(
"It's cold!"
);

}

```

Вместо восклицательного знака (!) для отрицания можно также использовать ключевое слово not или оператор unless:
CoffeeScript:
```
if
 
not
 
true
 
then
 
alert
 
"Panic"

unless
 
true

  
alert
 
"Panic"

```

JavaScript:
```
if
 
(
!
true
)
 
{

  
alert
(
"Panic"
);

}

```

Аналогично not, в CoffeeScript также вводится оператор is, который работает как === в JavaScript.
CoffeeScript:
```
if
 
true
 
is
 
1

  
alert
 
"Type coercion fail!"

```

JavaScript:
```
if
 
(
true
 
===
 
1
)
 
{

  
alert
(
"Type coercion fail!"
);

}

```

### Интерполяция строк
CoffeeScript поддерживает интерполяцию строк (то есть вставка значения переменной в качестве текста внутрь строки): делается это посредством использования #{} внутри строки, заключённой в двойные кавычки. На момент выхода CoffeeScript у JavaScript не было такой возможности, однако с выходом стандарта ECMAScript 6 в 2015 году возможность так делать появилась и в JavaScript: для этого строка должна заключаться в специальные кавычки `` (из символов ASCII-грависа), а вставка переменных производится с использованием ${}.
CoffeeScript:
```
favourite_color
 
=
 
"Blue. No, yel..."

question
 
=
 
"Bridgekeeper: What... is your favourite color?

            Galahad: 
#{
favourite_color
}

            Bridgekeeper: Wrong!

"

```

JavaScript:
```
let
 
favouriteColor
 
=
 
"Blue. No, yel..."
;

let
 
question
 
=
 
`Bridgekeeper: What... is your favourite color?

                Galahad: 
${
favouriteColor
}

                Bridgekeeper: Wrong!

`
;

```

### Массивы
CoffeeScript черпает вдохновение из Ruby, когда речь идет о создании массивов с помощью диапазонов. Диапазоны создаются двумя числовыми значениями, первой и последней позициями в диапазоне, разделенными ... Если диапазон не имеет никакого префикса, CoffeeScript расширяет его до массива.
CoffeeScript:
```
range
 
=
 
[
1
..
5
]

```

JavaScript:
```
let
 
range
 
=
 
[
1
,
 
2
,
 
3
,
 
4
,
 
5
];

```

Если же диапазон указывается сразу после переменной, то CoffeeScript преобразует его в вызов метода .slice().
CoffeeScript:
```
firstTwo
 
=
 
[
"one"
,
 
"two"
,
 
"three"
][
0
..
1
]

numbers
 
=
 
[
0
..
9
]

numbers
[
3
..
5
]
 
=
 
[
-
3
,
 
-
4
,
 
-
5
]

my
 
=
 
"my string"
[
0
..
2
]

```

JavaScript:
```
let
 
firstTwo
 
=
 
[
"one"
,
 
"two"
,
 
"three"
].
slice
(
0
,
 
2
);

let
 
numbers
 
=
 
[
0
,
 
1
,
 
2
,
 
3
,
 
4
,
 
5
,
 
6
,
 
7
,
 
8
,
 
9
];

numbers
 
=
 
[...
numbers
.
slice
(
0
,
 
3
),
 
-
3
,
 
-
4
,
 
-
5
,
 
...
numbers
.
slice
(
6
)];

let
 
my
 
=
 
"my string"
.
slice
(
0
,
 
3
);

```

Для проверки наличия значения внутри массива в JavaScript можно использовать метод .includes(). В CoffeeScript для этого есть специальный оператор in.
CoffeeScript:
```
words
 
=
 
[
"rattled"
,
 
"roudy"
,
 
"rebbles"
,
 
"ranks"
]

alert
 
"Stop wagging me"
 
if
 
"ranks"
 
in
 
words

```

JavaScript:
```
let
 
words
 
=
 
[
"rattled"
,
 
"roudy"
,
 
"rebbles"
,
 
"ranks"
];

if
 
(
words
.
includes
(
"ranks"
))
 
{

  
alert
(
"Stop wagging me"
);

}

```

## Классы
Ключевое слово class было добавлено в JavaScript в стандарте ECMAScript 6. При этом, JavaScript и до этого поддерживал классы (за счёт использования прототипов), а само ключевое слово class является синтаксическим сахаром:
```
class
 
Person
 
{

  
constructor
(
name
)
 
{

    
this
.
name
 
=
 
name
;

  
}

  

  
say
(
phrase
)
 
{

    
return
 
`
${
this
.
name
}
 говорит 
${
phrase
}
`
;

  
}

}

// Данный код полностью эквивалентен следующему коду:

function
 
Person
(
name
)
 
{

  
this
.
name
 
=
 
name
;

}

Person
.
prototype
.
say
 
=
 
function
(
phrase
)
 
{

  
return
 
this
.
name
 
+
 
" говорит "
 
+
 
phrase
;

}

```

Далее для JavaScript-кода в данном разделе будет использоваться синтаксис с использованием class.
CoffeeScript использует собственный прототип JavaScript для создания классов, добавляя немного синтаксического сахара для наследования статических свойств и сохранения контекста. В CoffeeScript используются функции-конструкторы, что означает возможность инстанцирования классов с помощью оператора new. CoffeeScript предоставляет сокращение для общего шаблона установки свойств экземпляра класса. Префикс аргумента @ позволяет CoffeeScript автоматически устанавливать аргументы как свойства экземпляра в конструкторе.
CoffeeScript:
```
class
 
Animal

  
constructor
:
 
(@name) ->

```

JavaScript:
```
class
 
Animal
 
{

  
constructor
(
name
)
 
{

    
this
.
name
 
=
 
name
;

  
}

}

```

### Свойства экземпляра
Добавление дополнительных свойств экземпляра в класс очень просто, это точно такой же синтаксис, как и добавление свойств к объекту. Свойства должны быть правильно расположены с отступом внутри тела класса.
CoffeeScript:
```
class
 
Animal

  
price
:
 
5

  
sell
:
 
(customer) ->

animal
 
=
 
new
 
Animal

animal
.
sell
(
new
 
Customer
)

```

JavaScript:
```
class
 
Animal
 
{

  
price
 
=
 
5
;

  

  
sell
(
customer
)
 
{}

}

let
 
animal
 
=
 
new
 
Animal
();

animal
.
sell
(
new
 
Customer
());

```

### Статичные свойства
Внутри определения класса, ключевое слово this и @ ссылаются на объект класса.
CoffeeScript:
```
class
 
Animal

  
this
.
find_
 
=
 
(name) ->
 

  
@
.
age_
 
=
 
(age) ->

Animal
.
find_
(
"Parrot"
)

```

JavaScript:
```
class
 
Animal
 
{

  
static
 
find_
(
name
)
 
{}

  
static
 
age_
(
age
)
 
{}

}

Animal
.
find_
(
"Parrot"
);

```

### Наследование
Наследование класса происходит при помощи ключевого слова extends.
CoffeeScript:
```
class
 
Animal

  
constructor
:
 
(@name) ->

  
alive
:
 
->

    
false

class
 
Parrot
 
extends
 
Animal

  
constructor
:
 
->

    
super
(
"Parrot"
)

  
dead
:
 
->

    
not
 
@alive
()

```

JavaScript:
```
class
 
Animal
 
{

  
constructor
(
name
)
 
{

    
this
.
name
 
=
 
name
;

  
}

  

  
alive
()
 
{

    
return
 
false
;

  
}

}

class
 
Parrot
 
extends
 
Animal
 
{

  
constructor
()
 
{

    
super
(
"Parrot"
);

  
}

  

  
dead
()
 
{

    
return
 
!
this
.
alive
();

  
}

}

```

Статические свойства копируются в подклассы, а не наследуются по прототипу, как свойства экземпляра. Это связано с особенностями реализации прототипической архитектуры JavaScript и является трудноразрешимой проблемой.

## Идиомы

### Each
В JavaScript для итерации по каждому элементу массива можно использовать метод .forEach(), либо же цикл for в стиле C. Хотя синтаксис .forEach() гораздо более лаконичен и удобен для чтения, он страдает тем недостатком, что функция обратного вызова будет вызываться на каждой итерации массива, и поэтому работает гораздо медленнее, чем эквивалентный цикл for. Синтаксис CoffeeScript обеспечивает ту же выразительность, что и .forEach(), но без ограничений по скорости.
CoffeeScript:
```
myFunction
(
item
)
 
for
 
item
 
in
 
array

```

JavaScript:
```
// вариант с forEach

array
.
forEach
(
myFunction
);

// вариант с циклом

for
 
(
let
 
i
 
=
 
0
;
 
i
 
<
 
array
.
length
;
 
i
++
)
 
{

  
let
 
item
 
=
 
array
[
i
];

  
myFunction
(
item
);

}

```

### Includes
В современном JavaScript проверка того, находится ли значение внутри массива, обычно выполняется с помощью метода .includes(). В CoffeeScript для этого можно использовать оператор in (который компилируется в метод .indexOf() JavaScript) и, при необходимости, шимминг, чтобы определить, находится ли значение внутри массива.
CoffeeScript:
```
string
 
=
 
"a long test string"

included
 
=
 
"test"
 
in
 
string

```

JavaScript:
```
let
 
string
 
=
 
"a long test string"
;

let
 
included
 
=
 
string
.
includes
(
"test"
);

```

### Итерации
Для итерации по объектам в JavaScript используется оператор in (для массивов обычно рекомендуется использовать оператор of). В CoffeeScript вместо этого оператор был переименован в of, и его можно использовать следующим образом:
CoffeeScript:
```
object
 
=
 
{
one
:
 
1
,
 
two
:
 
2
}

alert
(
"
#{
key
}
 = 
#{
value
}
"
)
 
for
 
key
,
 
value
 
of
 
object

```

JavaScript:
```
let
 
object
 
=
 
{

  
one
:
 
1
,

  
two
:
 
2

};

for
 
(
let
 
key
 
in
 
object
)
 
{

  
let
 
value
 
=
 
object
[
key
];

  
alert
(
`
${
key
}
 = 
${
value
}
`
);

}

```

### min и max
Math.max и Math.min принимают несколько аргументов, поэтому можно легко использовать … для передачи им массива, получая максимальное и минимальное значения в массиве.
CoffeeScript:
```
Math
.
max
 
[
14
,
 
35
,
 
-
7
,
 
46
,
 
98
]...
 
# 98

Math
.
min
 
[
14
,
 
35
,
 
-
7
,
 
46
,
 
98
]...
 
# -7

```

JavaScript:
```
// два эквивалентных по результату способа; первый:

Math
.
max
(...[
14
,
 
35
,
 
-
7
,
 
46
,
 
98
]);

Math
.
min
(...[
14
,
 
35
,
 
-
7
,
 
46
,
 
98
]);

// (здесь используется оператор ..., позволяющий разбивать массивы на отдельные значения и напрямую передавать их в функции как параметры)

// второй способ:

Math
.
max
.
apply
(
null
,
 
[
14
,
 
35
,
 
-
7
,
 
46
,
 
98
]);

Math
.
min
.
apply
(
null
,
 
[
14
,
 
35
,
 
-
7
,
 
46
,
 
98
]);

```

### And/or
В руководствах по стилю CoffeeScript указано, что or предпочтительнее, чем ||, а and предпочтительнее, чем &&. Это предпочтение более английского стиля также относится к использованию is вместо == и isnt вместо !=.
CoffeeScript:
```
string
 
=
 
"migrating coconuts"

string
 
==
 
string
 
# true

string
 
is
 
string
 
# true

```

JavaScript:
```
let
 
string
 
=
 
"migrating coconuts"
;

string
 
===
 
string
;

string
 
===
 
string
;

```

### Внешние библиотеки
Использование внешних библиотек — это то же самое, что вызов функций из библиотек CoffeeScript, поскольку в конечном итоге все компилируется в JavaScript.
CoffeeScript:
```
# Use local alias

$
 
=
 
jQuery

$
 
->

  
# DOMContentLoaded

  
$
(
".el"
).
click
 
->

    
alert
(
"Clicked!"
)

```

JavaScript:
```
let
 
$
 
=
 
jQuery
;

$
(
function
()
 
{

  
return
 
$
(
".el"
).
click
(
function
()
 
{

    
return
 
alert
(
"Clicked!"
);

  
});

});

```

### Локальные переменные
Ключевое слово do в CoffeeScript позволяет выполнять функции немедленно, что является отличным способом инкапсуляции области видимости и защиты переменных.

## Реализация
На официальном сайте языка есть раздел «try coffeescript», позволяющий выполнять программы на нём online. В отличие, к примеру, от Try Ruby, при этом не будет происходить запросов к серверу, код компилируется и исполняется непосредственно в браузере.

## Примеры

### Переменные
CoffeeScript:
```
age
 
=
 
2

male
 
=
 
true

name
 
=
 
"Матвей"

```

JavaScript:
```
let
 
age
 
=
 
2
,

    
male
 
=
 
true
,

    
name
 
=
 
"Матвей"
;

```

### Функции
CoffeeScript:
```
say
 
=
 
(
speech
)
 
->

  
alert
 
speech

say
 
"Привет мир!"

```

JavaScript:
```
const
 
say
 
=
 
speech
 
=>

  
alert
(
speech
);

say
(
'Привет мир!'
);

```

### Классы и объекты
CoffeeScript:
```
class
 
Human

  
constructor
:
 
(@name) ->

class
 
Baby
 
extends
 
Human

  
say
:
 
(msg) ->
 
alert
 
"
#{
@name
}
 говорит '
#{
msg
}
'"

  
sayHi
:
 
->
 
@say
(
'здравствуй!'
)

matt
 
=
 
new
 
Baby
(
"Матвей"
)

matt
.
sayHi
()

```

JavaScript:
```
class
 
Human
 
{

  
constructor
(
name
)
 
{

    
this
.
name
 
=
 
name
;

  
}

}

class
 
Baby
 
extends
 
Human
 
{

  
say
(
msg
)
 
{

	
alert
(
`
${
this
.
name
}
 говорит '
${
msg
}
'`
);

  
}

  
sayHi
()
	
{

    
this
.
say
(
'здравствуй!'
);

  
}

}

let
 
matt
 
=
 
new
 
Baby
(
'Матвей'
);

matt
.
sayHi
();

```

Аналог на JavaScript (именно аналог, а не результат компиляции):
```
function
 
Human
(
name
){

  
this
.
name
 
=
 
name
;

}

function
 
Baby
(
name
){

  
Human
.
call
(
this
,
 
name
);

}

Baby
.
prototype
 
=
 
Object
.
create
(
Human
.
prototype
);

Baby
.
prototype
.
say
 
=
 
function
(
msg
){

  
alert
(
this
.
name
 
+
 
' говорит '
 
+
 
msg
);

};

Baby
.
prototype
.
sayHi
 
=
 
function
(){

  
this
.
say
(
'здравствуй!'
);

};

Baby
.
prototype
.
constructor
 
=
 
Human
;

var
 
matt
 
=
 
new
 
Baby
(
"Матвей"
);

matt
.
sayHi
();

```

Пример класса CoffeeScript с различными видами свойств.
```
class
 
Test

  
say
 
=
 
(msg) ->
 
alert
 
msg
       
# приватный метод

  
@echo
 
=
 
(msg) ->
 
console
.
log
 
msg
 
# статический метод, записан в Test

  
setHi
:
 
(msg) ->
                 
# динамический метод, записан в Test.prototype

    
@hi
 
=
 
->
 
msg
                   
# динамический метод, записан в экземпляр Test

```

## Компилятор
Интересным является тот факт, что компилятор для CoffeeScript написан на самом CoffeeScript